# Ángel Tejeda
Ángel Gabriel Tejada Escobar (sinh ngày 1 tháng 6 năm 1991) là một cầu thủ bóng đá người Honduras hiện tại thi đấu cho Honduras Progreso.